# Capsule rewind BEST-2 2005-2001
『capsule rewind BEST-2 2005-2001』（カプセル リワインド ベスト-2 2005-2001）は、2013年3月6日に発売されたcapsuleのベスト・アルバムである（CD：YCCC-10027）。

## 背景
2009年発売のベスト・アルバム『FLASH BEST』以来のベスト・アルバム。
1枚もののシングル集という案や、3枚組で1セットという案も存在していた。しかしそれらは「しっくりこなかった」と中田は語っている。

## 楽曲について
2001年発売の1枚目アルバム『ハイカラ・ガール』から2005年発売の6枚目アルバム『L.D.K. Lounge Designers Killer』までの楽曲の中から、中田ヤスタカが選んだ楽曲が収録されている。

## プロモーション
トレーラー映像が2013年2月24日にYouTubeのヤマハミュージックコミュニケーションズチャンネルで公開された。
また、ベスト・アルバム『capsule rewind BEST-1 2012-2006』と同時発売され、同時購入特典は「capsule rewind BEST 告知スペシャルDVD」。
また、同年3月8日にはニコニコ生放送でcapsule特集番組（11時間）が放送された。capsuleが過去にリリースしたアルバム15枚の全156曲および厳選ビデオクリップをストリーミング配信するという内容だった。

## 収録曲
曲順はタイトル通り、新しい曲から古い曲へと時代を遡るように構成されている。
全作詞・作編曲：中田ヤスタカ
| #         | タイトル                     | 作詞      | 作曲・編曲 | 収録アルバム                                      | 時間 |
| --------- | ---------------------------- | --------- | ---------- | ------------------------------------------------- | ---- |
| 1.        | 「空飛ぶ都市計画」           |           |            | 6枚目『L.D.K. Lounge Designers Killer』（2005年） | 5:07 |
| 2.        | 「グライダー」               |           |            | 同上                                              | 4:11 |
| 3.        | 「テレポテーション」         |           |            | 同上                                              | 4:37 |
| 4.        | 「人類の進歩と調和」         |           |            | 同上                                              | 3:55 |
| 5.        | 「do do pi do」              |           |            | 同上                                              | 4:44 |
| 6.        | 「tokyo smiling」            |           |            | 5枚目『NEXUS-2060』（2005年）                     | 4:12 |
| 7.        | 「A.I. automatic infection」 |           |            | 同上                                              | 3:13 |
| 8.        | 「world fabrication」        |           |            | 同上                                              | 4:45 |
| 9.        | 「レトロメモリー」           |           |            | 4枚目『S.F. sound furniture』（2004年）           | 3:23 |
| 10.       | 「RGB」                      |           |            | 3枚目『phony phonic』（2003年）                   | 3:35 |
| 11.       | 「music controller」         |           |            | 2枚目『CUTIE CINEMA REPLAY』（2003年）            | 4:34 |
| 12.       | 「恋ノ花」                   |           |            | 1枚目『ハイカラ・ガール』（2001年）               | 5:09 |
| 13.       | 「愛してる愛してない」       |           |            | 同上                                              | 4:39 |
| 14.       | 「東京喫茶」                 |           |            | 同上                                              | 4:50 |
| 15.       | 「さくら」                   |           |            | 同上                                              | 4:33 |
| 合計時間: | 合計時間:                    | 合計時間: | 65:34      |                                                   |      |